# 景山慶一
景山 慶一（かげやま けいいち、1987年8月5日 - ）は、日本の俳優、アクティングトレーナー。兵庫県神戸市出身。

## 来歴
大学卒業後、上京し演技の世界へ。

## 出演

### 映画
- カイジ2 人生奪還ゲーム（2011年、監督：佐藤東弥）
- 美味しく、腐る（2014年、監督：枝優花）
- 迷宮カフェ（2015年、監督：帆根川廣）
- 食べる女（2018年、監督：生野慈朗） - ぬるい彼 役
- OUT OF THE BLUE‐俺の人生無駄ばかり‐（2019年、監督：JUNPEI SUZUKI）[1]
- 青い手　BMW ブランテッドムービー（2019年、監督：山中有） - 吉田博人 役[2]
- 根矢涼香、映画監督になる。（2019年、監督：上村奈帆） - 石橋利伸 役[3][4]
- ボクらのホームパーティー（2022年、監督：川野邊修一 ） - 彰人 役[5][6]

### テレビドラマ
- 天地人（2009年、NHK大河ドラマ） - 近習役
- アタシんちの男子（2009年、フジテレビ系） - 解体業者役
- 陽はまた昇る（2011年、テレビ朝日系） - 学生役（準レギュラー）
- 再捜査刑事・片岡悠介（2011年、土曜ワイド劇場／テレビ朝日系）
- 幸せになろうよ（2011年、テレビ朝日系）
- 理想の息子 第8話（2012年、日本テレビ系） - 学生役
- 東京ヴァンパイアホテル 第5・6話（2017年、Amazon Prime Video）
- 未解決事件File.06 赤報隊事件（2018年、NHKスペシャル） - 朝日記者役
- 平成物語（2018年、フジテレビ系） - 中村真輔役[7][8]
- いつか真夜中のてっぺん（2018年、YouTube配信） - アクティングトレーナー役
- TORCH（2021年、音楽ドラマ） - 三國役[9][10]
- ラブシェアリング 第3話（2022年、ヒカリTVドラマ） - 警官役

### ショートドラマ
- ReSTART-バカが大志を抱く時-（2024年、監督：中山佳香）[11]

### 広告/タイアップ
- コジマ電気（2011年） - 店員役
- トリスのハイボール 〜みんなの家飲み編〜（2015年）[12]
- 忍者ージプロジェクト NINJACKET（2016年） - ビジネス忍者役[13]
- シスコシステム（2017年）
- kitkat 〜運命と出会うまでの一週間〜（2018年）
- ベネッセ 〜チャレンジ1年生 英語が思わず口に出る編〜（2019年） - パパ役
- Farmind 〜おいしい顔のそばに篇〜（2022年）

### MV
- noto 「Telescope」feat.みきなつみ（2021年）
- 川嶋あい「HOME」（2020年）
- LONGMAN 「Hello Youth」（2021年）

### 舞台
- 春風外伝（銀座博品館劇場、2015年4月9日 - 4月12日、Tokyo 七福神劇場　脚本・演出：米山和仁）[14]
- 僕だってヒーローになりたかった（2017年7月6日 - 7月23日俳優座劇場、2017年7月25日 - 7月27日兵庫県立芸術文化劇場、トライストーン・エンタテイメント　作・演出：鈴木おさむ）[15]